# ADOdb
ADOdb là một thư viện ở mức trừu tượng dành cho PHP và Python dựa trên cùng khái niệm với ActiveX Data Objects của Microsoft. Nó cho phép nhà phát triển (developer) viết các ứng dụng theo một cách khá thống nhất bất kể cơ sở dữ liệu lưu trữ thông tin phía dưới là gì. Lợi điểm của điều này là cơ sở dữ liệu có thể thay đổi mà không phải viết lại mọi lời gọi đến nó trong ứng dụng.
Từ website ADOdb và các trang cho lập trình viên, nó hỗ trợ các cơ sở dữ liệu sau:
- ActiveX Data Objects*
- DB2
- Firebird
- Foxpro
- FrontBase
- Informix
- Interbase
- LDAP
- Microsoft Access
- Microsoft SQL Server
- MySQL
- Netezza
- Oracle
- PostgreSQL
- SAP DB
- SQLite
- Sybase
- Teradata
- Valentina
- ODBC tổng quát và ODBTP

ADOdb sử dụng SQL. Vì mỗi cơ sở dữ liệu lại hiện thực SQL một cách hơi khác, lập trình viên sẽ cần phải chú ý tránh các đặc tính và các hàm cụ thể cho từng cơ sở dữ liệu nếu họ muốn duy trì sự dễ tái sử dụng. ADOdb cung cấp các hàm chuyển đổi ngày tháng để bạn có thể tạo ra ngày tháng ở bất kỳ định dạng nào rồi chèn chúng vào mã SQL của bạn theo định dạng đúng cho cơ sở dữ liệu mà bạn đang có; nó là một bước thực hiện trước các lệnh SQL độc lập cơ sở dữ liệu.
Một số cơ sở dữ liệu hỗ trợ nhóm từ Limit xuất hiện đầu tiên trong MySQL và giờ là một phần của SQL. Lệnh SelectLimit() của ADOdb dịch giới hạn thành nhiều cơ chế khác nhau tùy thuộc vào mỗi cơ sở dữ liệu và có thể kiểm tra hạn chế của các cơ sở không có mức hạn chế tương đương. Việc biên dịch sẽ được thực hiện một cách hiệu quả. Việc kiểm tra thực hiện khác chậm vì nó trả về quá nhiều hàng rồi sau đó chỉ sử dụng một số hàng phù hợp với giới hạn.
ADOdb có những biến có chứa SQL đúng dành cho một cơ sở dữ liệu đối với một số hàm cụ thể. Ví dụ, để kiểm tra giá trị rỗng (null), null có thể thay bằng biến ADOdb có chứa định nghĩa SQL đúng đắn của null và việc kiểm tra giá trị rỗng sẽ hoạt động được trên mọi cơ sở dữ liệu.